# Bittstädt
Bittstädt ist ein Ortsteil der Gemeinde Amt Wachsenburg im Ilm-Kreis (Thüringen). Er hat etwa 600 Einwohner.

## Geografie
Der Ort liegt etwa vier Kilometer westlich der Kreisstadt Arnstadt am Rande des Truppenübungsplatzes Ohrdruf.

## Geschichte
786 wird Bittstädt in einer Tauschurkunde der von Erzbischof Lullus (710–786) von Mainz für das Kloster Hersfeld von Freien verliehenen Gütern erstmals urkundlich als Bittestat erwähnt. Im Laufe der Jahrhunderte wurde der Ort als Bizzostat(i) (vor 815), Bystete (1301), Am Bisteter Wege (1419) und Bidtstädt (1571) genannt.
Der Name wird als Stätte des Bizzo gedeutet, der Hof eines Freien Bauern. Das Benediktinerkloster in Arnstadt erwarb in Bittstädt größere Liegenschaften und erbaute einen Wirtschaftshof. Im Mittelalter wurde Weinanbau, später Färberwaidanbau  betrieben. Der Ort gehörte zum Amt Wachsenburg, welches 1640 zum Herzogtum Sachsen-Gotha, ab 1672 zum Herzogtum Sachsen-Gotha-Altenburg und 1826 zum Herzogtum Sachsen-Coburg und Gotha kam.
Eine Ziegelproduktion, die um 1860 begonnen hatte, wurde später wegen Transportschwierigkeiten eingestellt. Die Gemeindechronik führt zwei Brände auf, die dem Ort Schaden zufügten: 1689 und 1766: Die Angabe, dass 1689 ein Brand gewütet hatte, stammt von Beck, der von der Zerstörung von Pfarr- und Schulhaus berichtet. Er muss sich jedoch geirrt haben, da es ein Pfarrhaus in Bittstädt nie gegeben hat und ab 1689 größere Baukosten für das Schulgebäude nicht ausgewiesen sind.
Seit 1994 gehörte das Dorf zur Wachsenburggemeinde mit Sitz im nahegelegenen Holzhausen. Mit der Auflösung der Gemeinde am 31. Dezember 2012 kam der Ort zur Gemeinde Amt Wachsenburg.

## Politik
Der ehrenamtliche Ortsteilbürgermeister von Bittstädt ist Sebastian Schiffer. Er wurde zuletzt bei den Kommunalwahlen in Thüringen am 26. Mai 2024 im Amt bestätigt. Zusammen mit sechs weiteren Mitgliedern bildet Schiffer den Ortsteilrat von Bittstädt.

## Kultur und Sehenswertes
- Der Ort ist weithin bekannt durch den „Chor Bittstädter Liedertafel“, der sich aus der früher üblichen Sängergruppe gebildet hat. Am 24. Februar 1862 wurde der Verein mit der herzoglichen Bestätigung der von Lehrer und Chorleiter Julius August Lencer entworfenen Chorordnung begründet. 1993 wurde dem Verein die Zelter-Plakette verliehen.
- Bereits vor 1651, als Herzog Ernst der Fromme aus Gotha eine Feuerrüstungsordnung erließ, nach der die Orte im Herzogtum eigene Feuerwehren bereitzustellen hatten, gab es in Bittstädt eine organisierte Brandbekämpfung, wie aus einer Gemeinderechnung von 1592/93 hervorgeht. In einer Bestandsliste werden 10 Ledereimer, drei Feuerhaken und drei Sturmleitern erwähnt. 1866 wurde die Bildung einer neuen Feuerwehr nach Gotha gemeldet.
- Die Dorfkirche St. Ägidien ist im Kern romanisch. Die Chorturmkirche mit ihrem Langhaus wurde wahrscheinlich 1677 erweitert, gefolgt von weiteren Umbauten in den Jahren 1690, 1701 und 1749. Der Chor wurde im 18. Jahrhundert angebaut und erweitert. Die Kirche besitzt einen Chorturm mit Helm und Laterne sowie östlich davon einen Choranbau mit verputztem Fachwerkobergeschoss. Im Kircheninneren ist eine an drei Seiten zweigeschossig umlaufende Empore eingebaut.

Die Kirche erhielt im Jahre 1985 eine neue Orgel aus der Werkstatt des Gothaer Orgelbaumeisters Gerhard Böhm. Sie verfügt über fünf Register, ein Manual und Pedal.
Über die Kirche schrieb Galletti, dass sie eine schöne Kanzel mit den Bildnissen der vier Evangelisten, ingleichen des heil. Aegidius, und desjenigen, welcher die Kirche mit diesen Bildnissen beschenkt hat, nemlich Nicolaus Stumms, eines prakticirenden Arztes, welcher von hier gebürtig war, besitzt. Von eben demselben rührt auch das vortreflich gemahlte Bildniß Christi her, welches neben der Kanzel hängt. Die sehr schöne Kanzel mit dem beschriebenen Gemälde am hölzernen Treppenaufgang und der Taufstein stammen aus dem 17. Jahrhundert. Das Bildnis Christi wurde 2016 wiederentdeckt und restauriert. Der letzte Kirchenumbau erfolgte von 1978 bis 1985.

Die Kirche
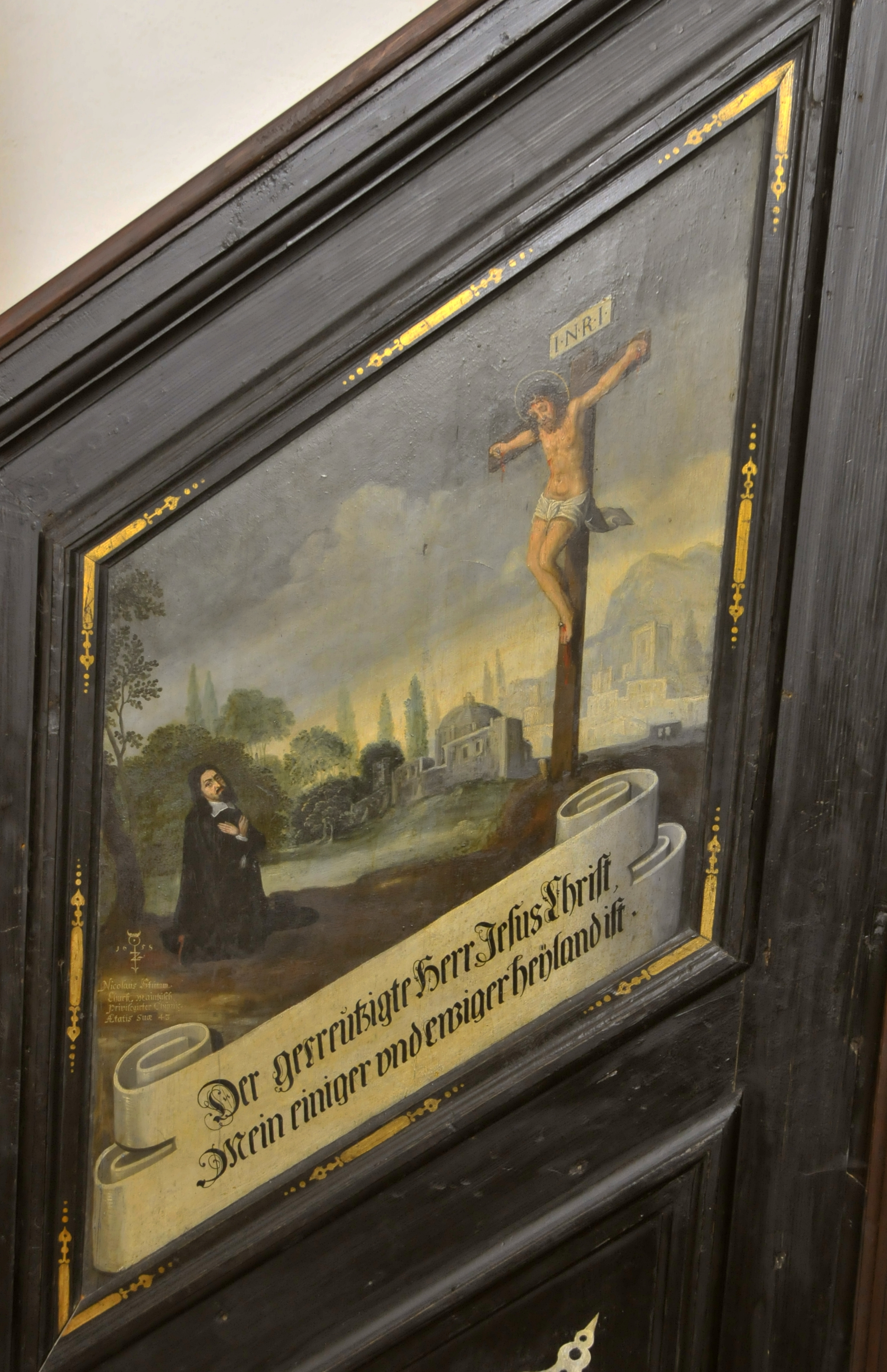
Gemälde  am Aufgang zur Kanzel zeigt den Stifter der Kanzel Nicolaus Stumm mit seinem Lebensmotto: Der gecreutzigte Herr Jesus Christ, Mein einiger und ewiger Heyland ist.
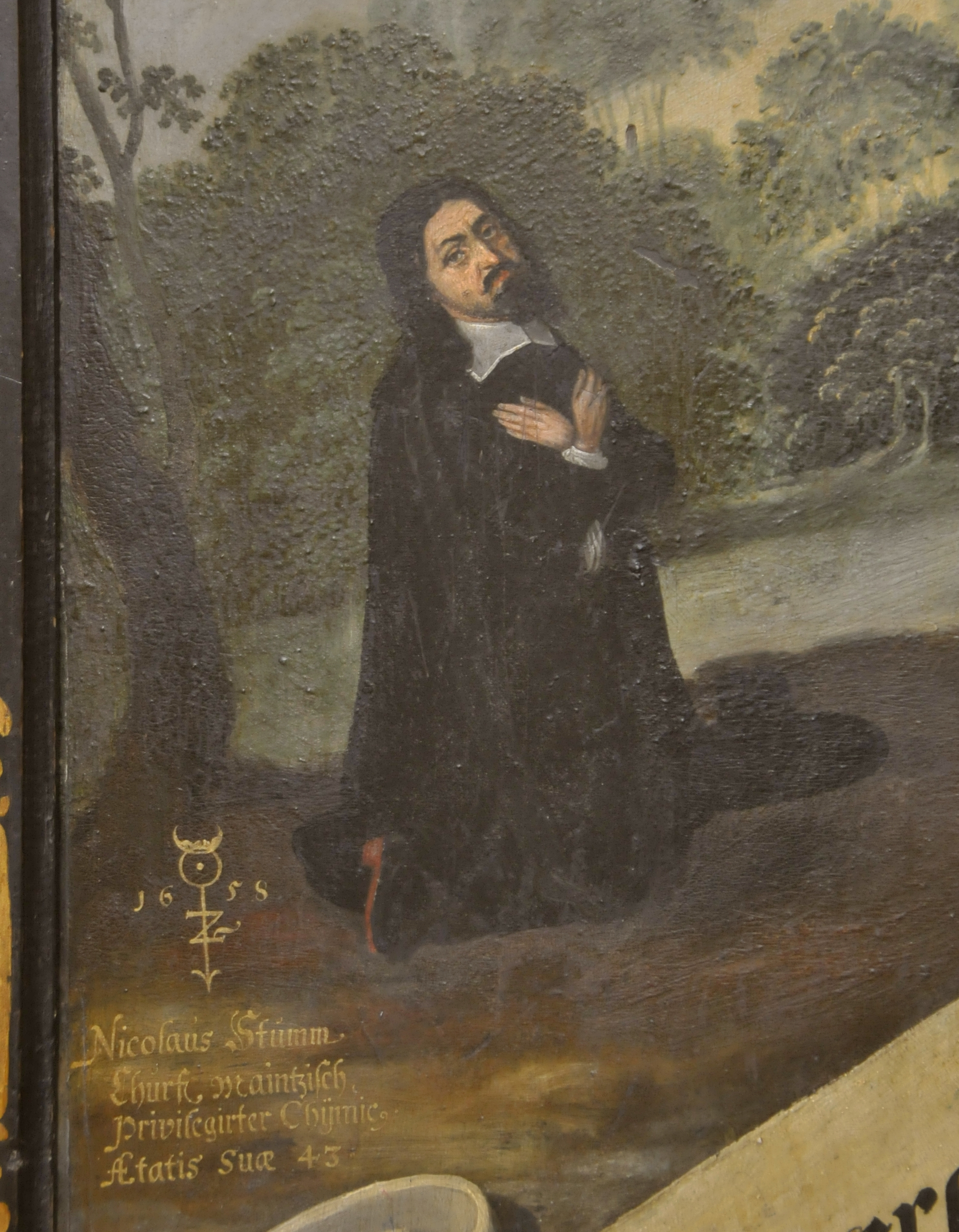
Bildnis des Stifters in der linken unteren Ecke mit der Inschrift: 1658, Nicolaus Stumm Churf. maintzisch privilegirter Chymic (Chemiater) Aetatis suae 43 (in seinem Alter von 43 Jahren). Ein Symbol neben der Jahreszahl verweist auf seine alchemistische Tätigkeit.
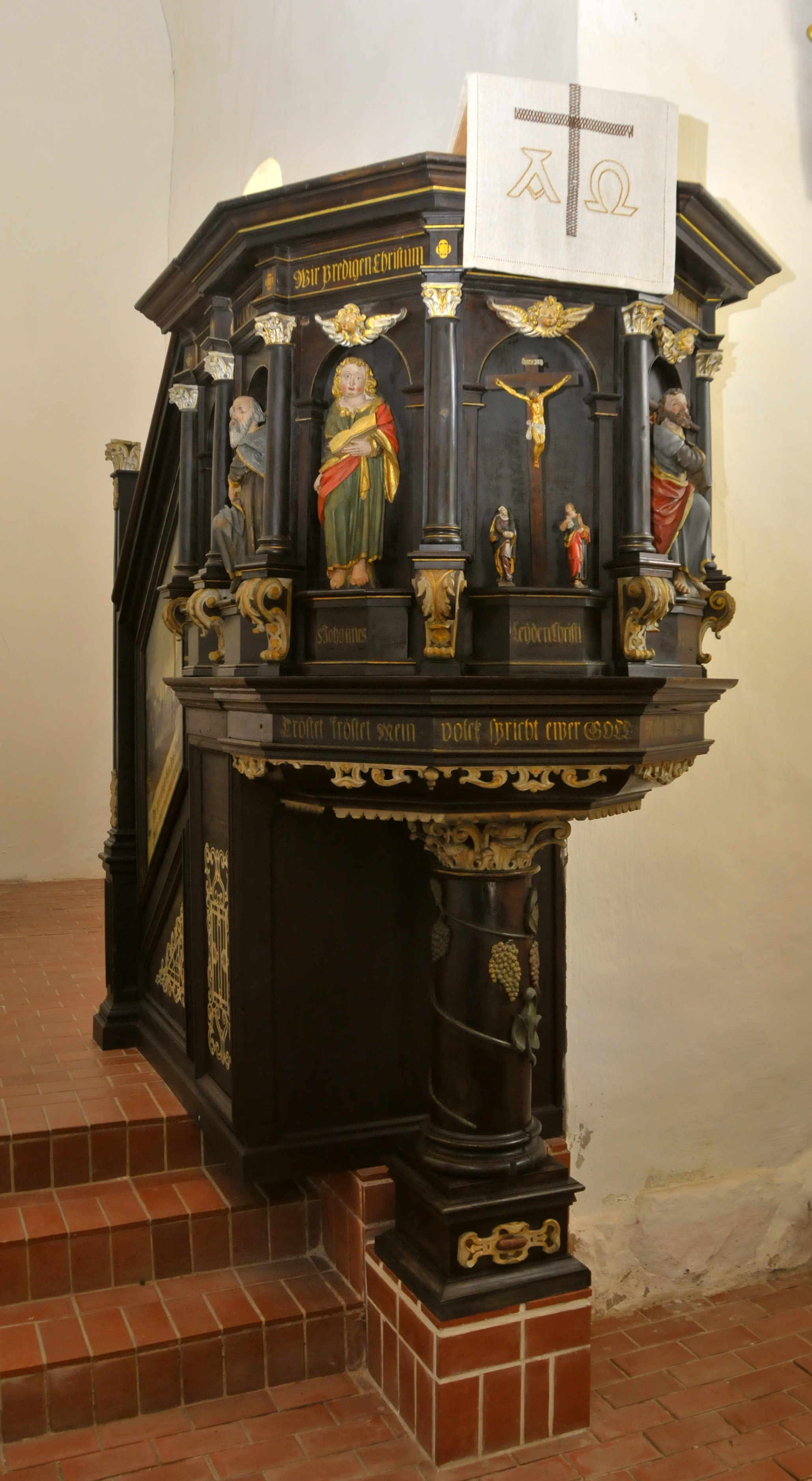
Kanzel
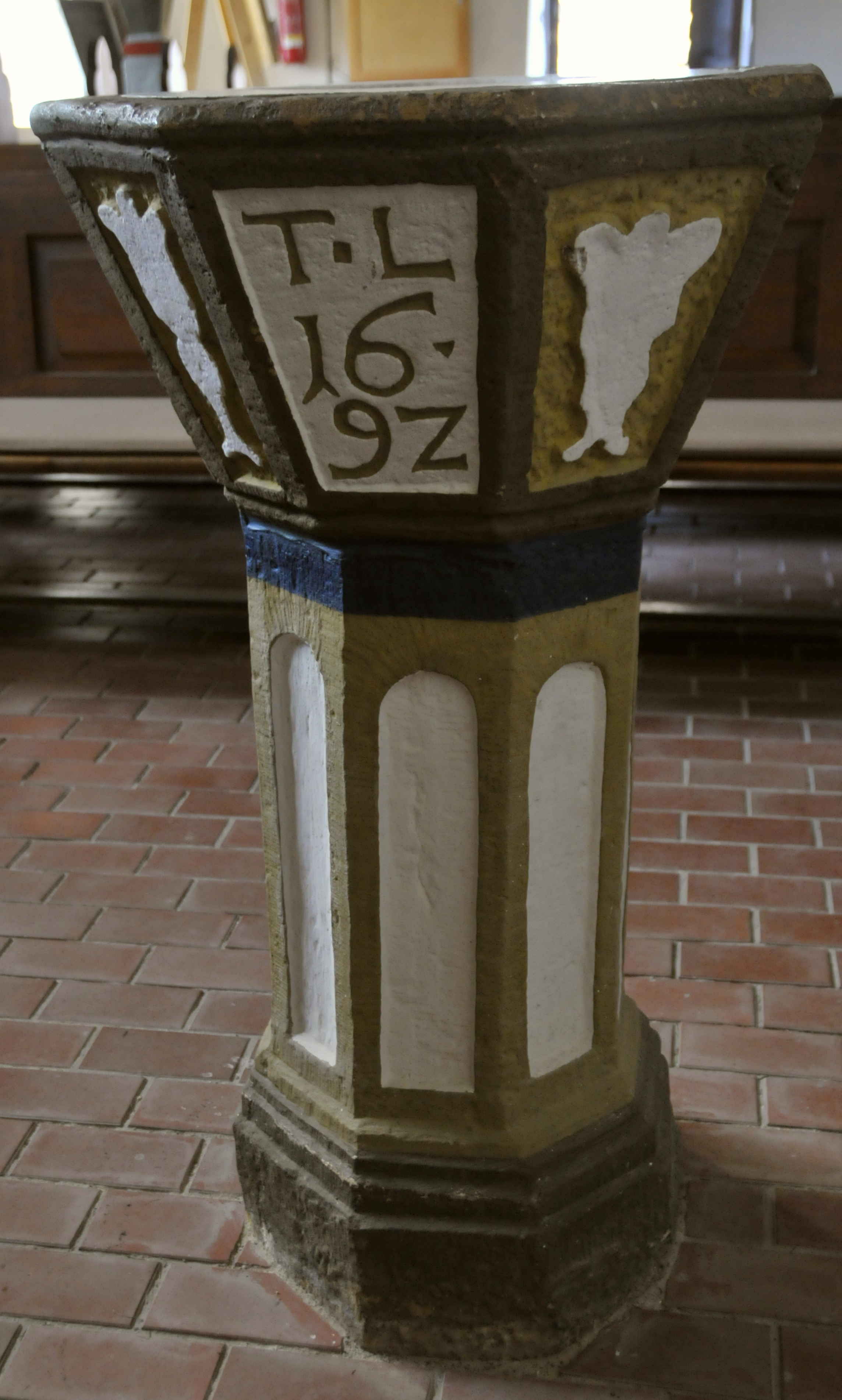
Taufstein von 1672
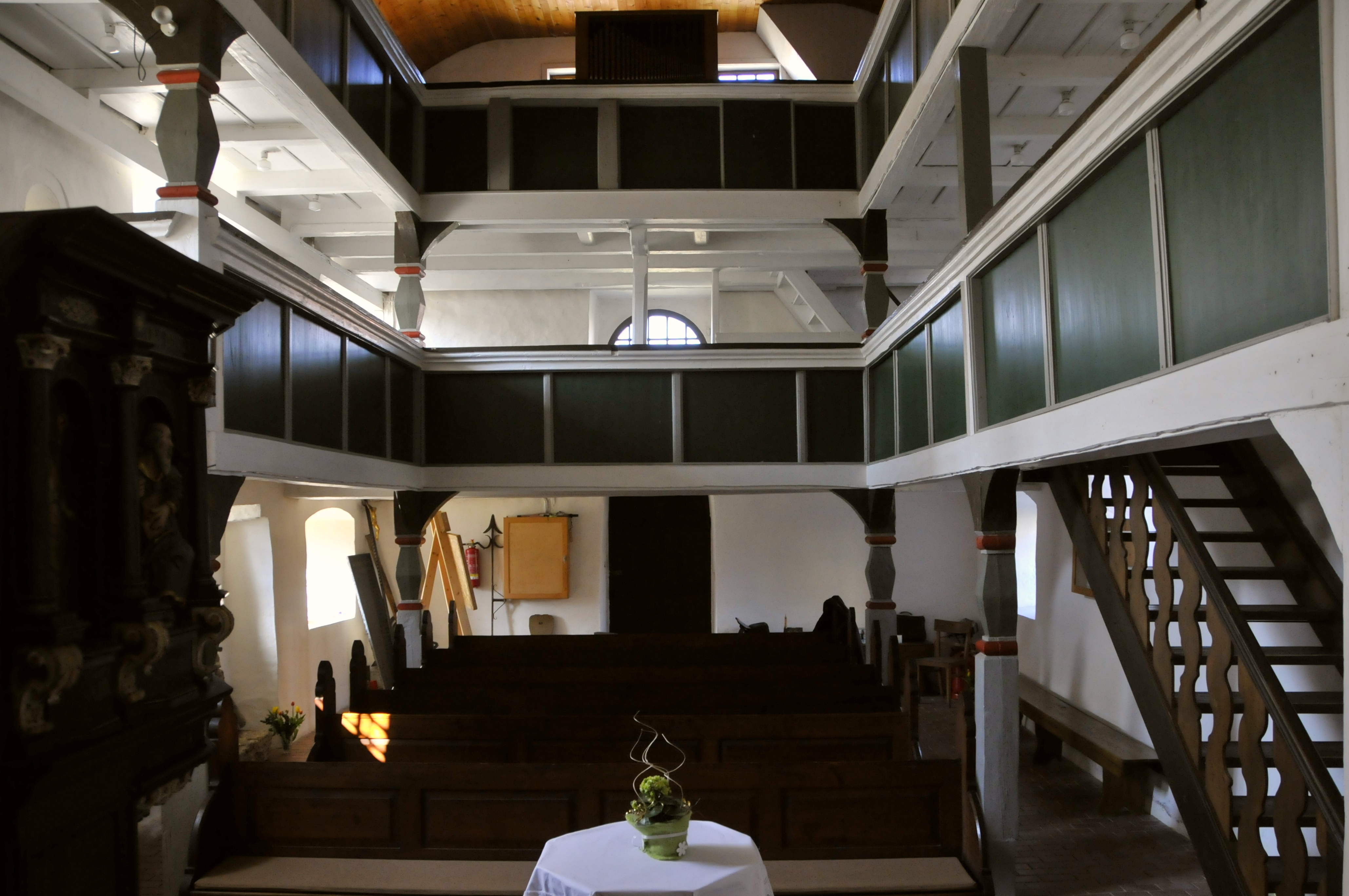
Blick zu den Emporen
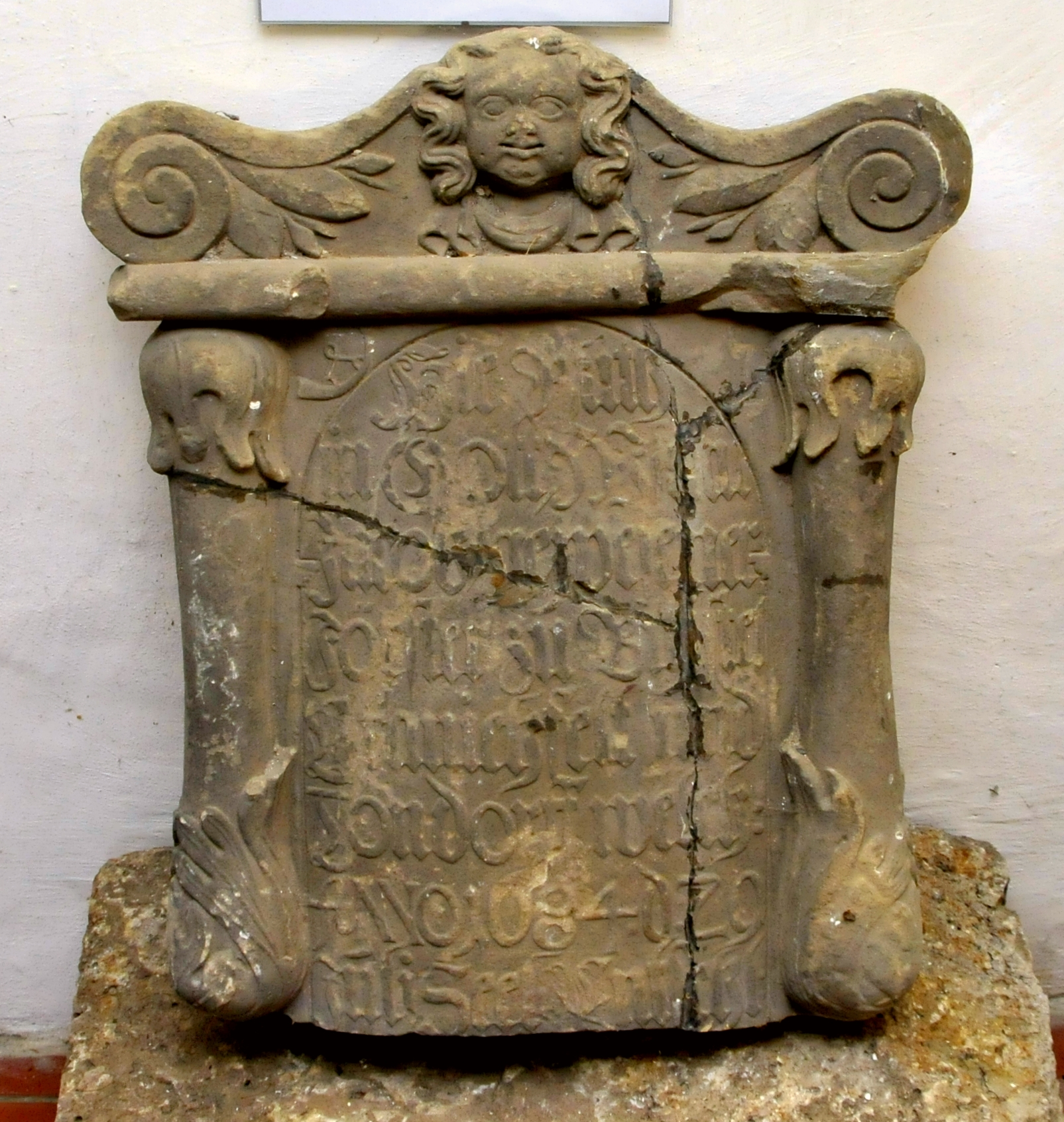
Grabstein von Isaac Jacobi: HIE RUHT IN GOTTH: ISAAC JACOBI GEWESER FORSTER ZU BITSTET, KRANICHFELD UND TONDORFF WELCH: ANNO 1684 D: 29. JULI SEEL ENTSCHL

- Der über die Gemeindegrenzen hinaus geschätzte Weihnachtsmarkt an jedem letzten Samstag vor dem 1. Advent ist inzwischen Tradition geworden.
- Die stillgelegte Kiesgrube Heidenholz (siehe Abschnitt Wirtschaft und Infrastruktur)
- Über den Kirchberg in der Nähe des Dorfes (Lage→) führt ein Teilstück der heute als Wanderweg ausgewiesenen alten Kupferstraße zwischen Hohenkirchen und Arnstadt.
- Alljährlich findet in Bittstädt (auf dem Eichfeld (Lage→)) der Schelli-Gedächtnislauf statt, ein beliebtes Bikertreffen, das an den tödlich verunglückten Arnstädter Biker namens Schellhorn erinnert.
- Ehemals besaß der Ort eine Ziegelei, von der heute jedoch nichts mehr zu sehen ist außer der brach liegenden Stelle der früheren Produktionsstätte (Lage→).
- Nach Galletti besaß der Ort 1780 (zu der Zeit der Beschreibung durch G.) auf einer Wiese bey dem Dorfe […] der so genannte heilige Brunnen, zu dem in alten Zeiten stark gewallfahrt worden. Man vermuthet daher, der Nahme des Ortes bedeute soviel als eine Bethstedte. Die von Galletti erwähnte Heilige Quelle (Lage→) ist immer noch sprudelnd, hat jedoch keinen „heiligen“ Charakter mehr und wird auch nicht mehr von Wallfahrern aufgesucht. Sie speist heute einen kleinen Betonbehälter mit Wasser, der etwa 50 m unterhalb steht und aus dem die Bürger Wasser für ihre Gießkannen schöpfen.
- Einige schöne alte Fachwerkbauten sowie die Straßennamen Klostergasse und Mönchhof lassen vermuten, dass es einst ein Kloster im Dorf gab, was allerdings nicht stimmt. Hier war nur der Wirtschaftshof eines Klosters. Der einzige Hinweis hierauf war ein Vermerk in der ursprünglichen Ortschronik, dass das Anwesen nebst Ländereien den Besitzer wechselte. Diese Ortschronik ist jedoch auf „wundersame Weise“ in den Jahren 1989/90 verschwunden.[3] In der Kirche steht ein Grabstein des Fürstlich Sächsischen Forstmeisters Isaac Jacobi, der seit 1661 im Bittstädter Mönchsgut wohnte und die Nachbarrechte für Bittstädt erwarb. Das Mönchsgut (auch Propsteigut) war ein Freihof, dessen Besitzer keine Anspanndienste zu leisten brauchte. (So der Text auf der Infotafel am Grabstein).

Gutshof, Kupferstraße und Hl. Quelle
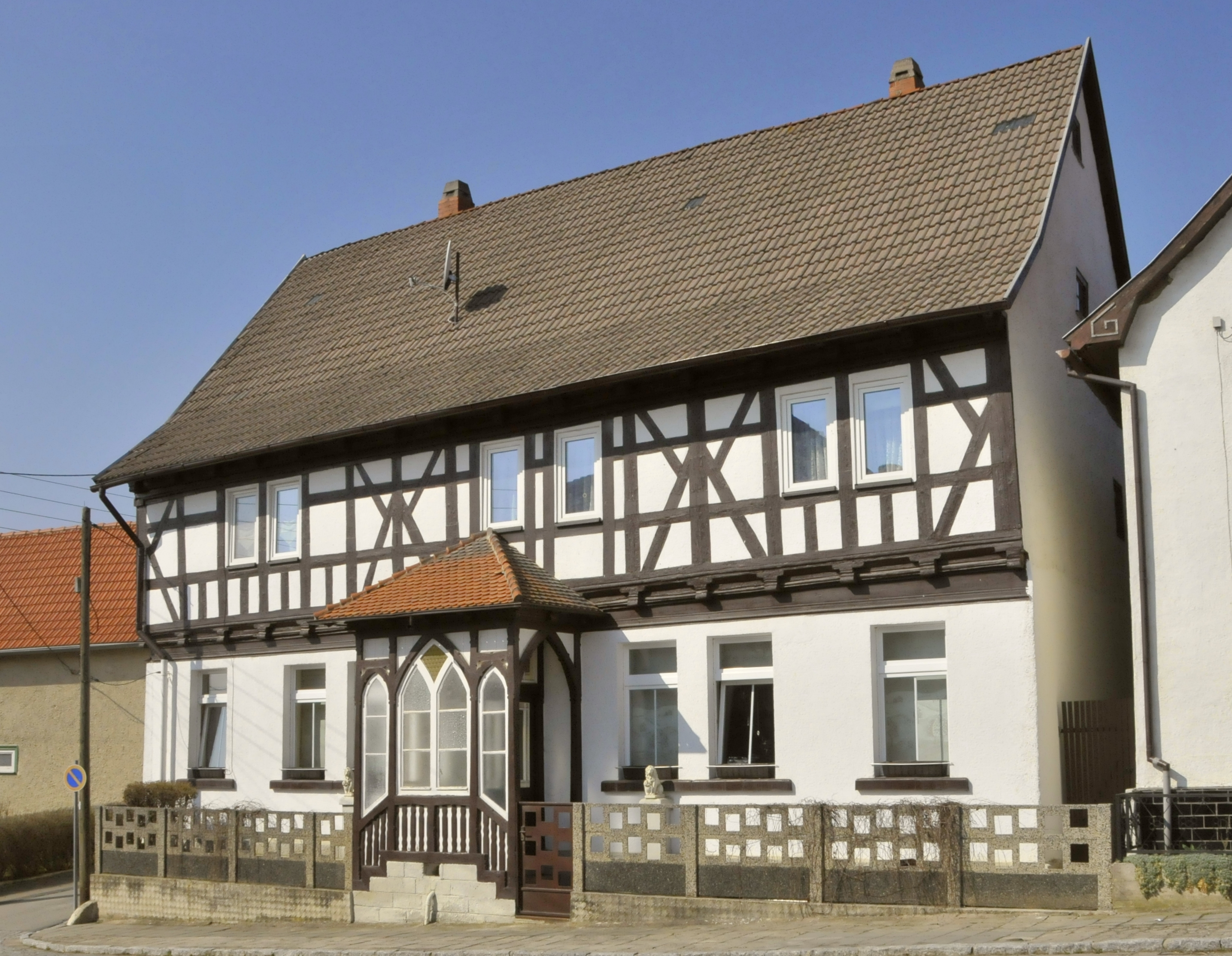
Gutshof
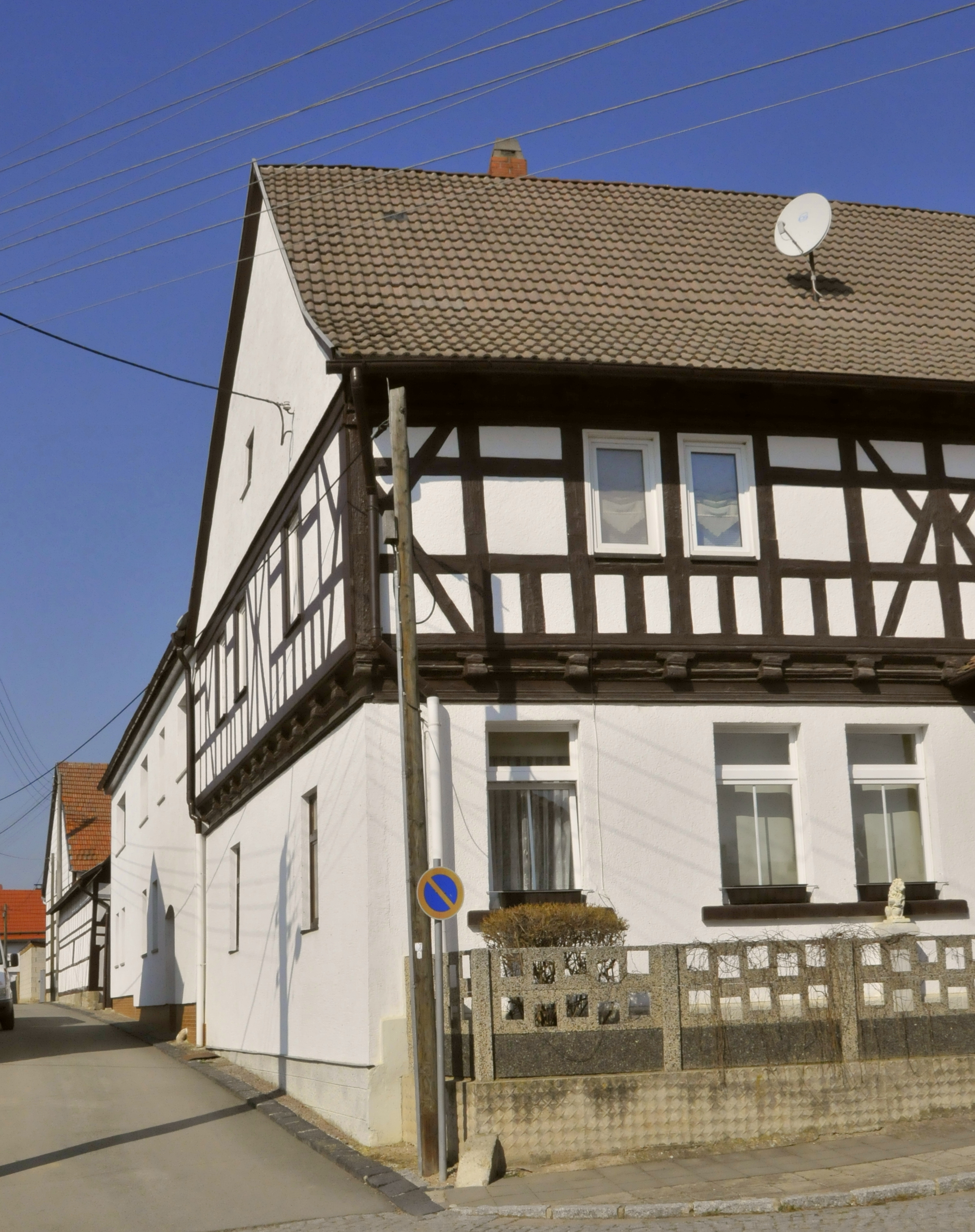
Gutshof, mit Blick in die Klostergasse
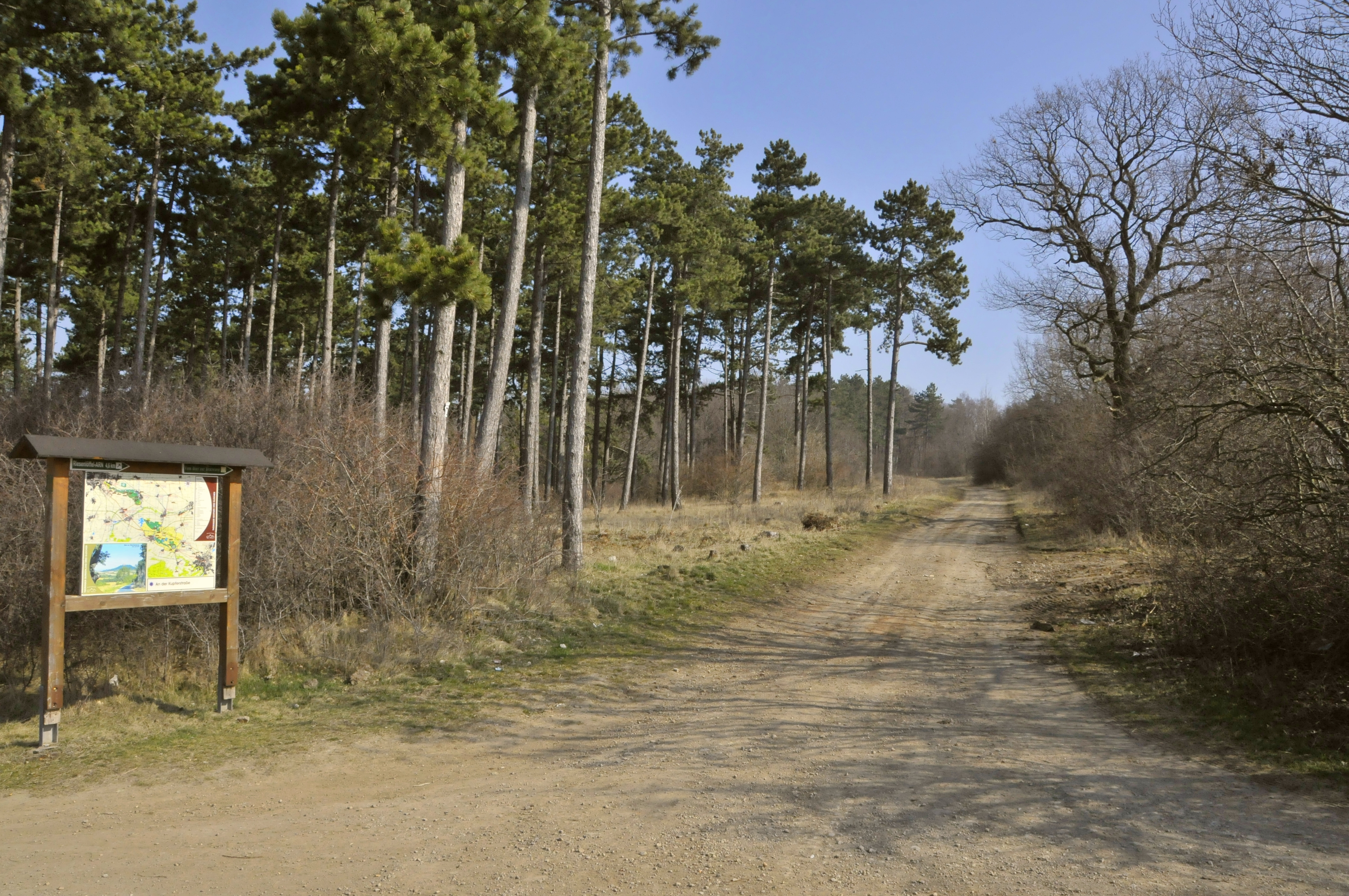
Kupferstraße, Blick in Richtung Nordost
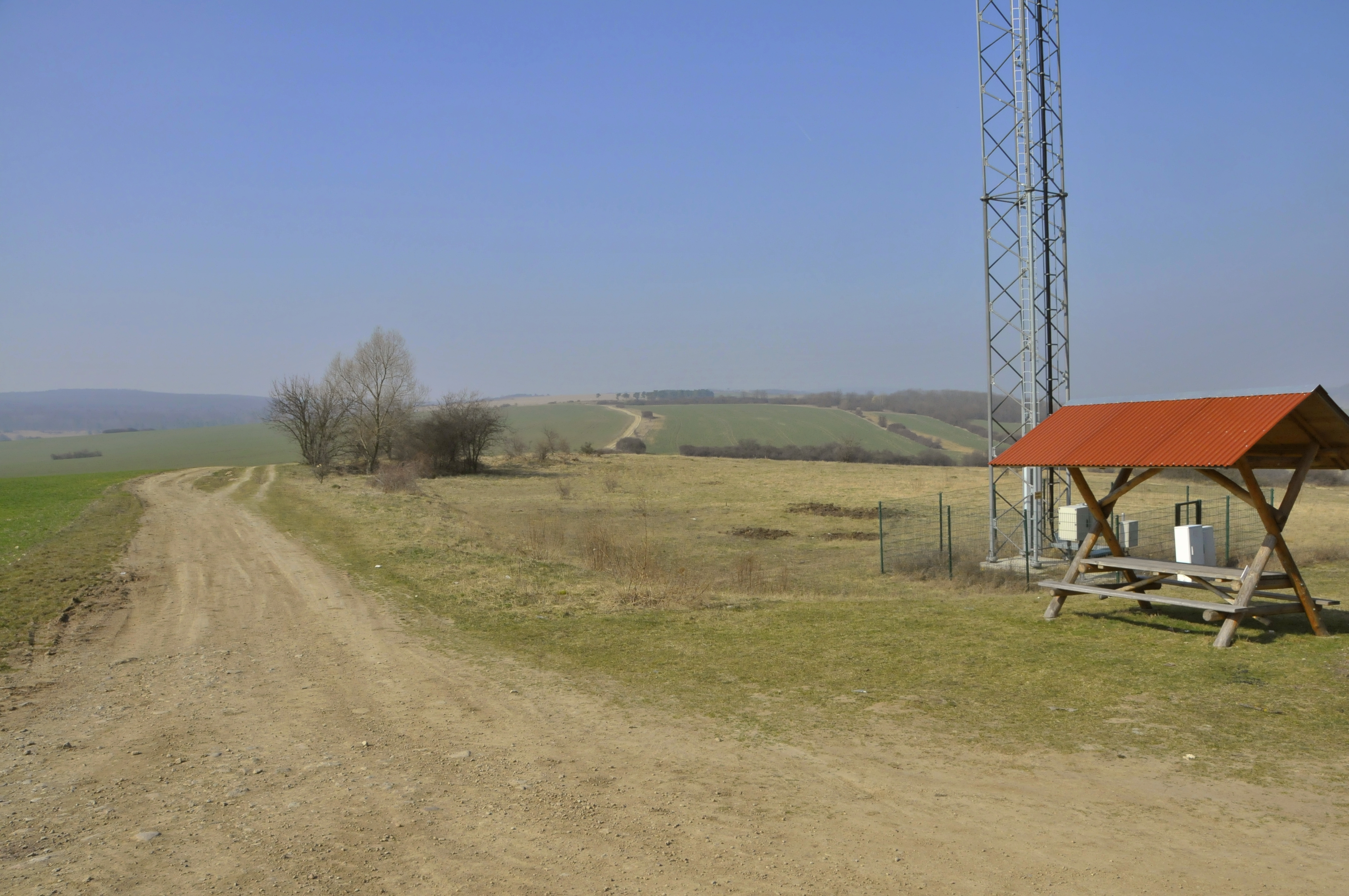
Blick in Richtung West zum TrÜPl Ohrdruf
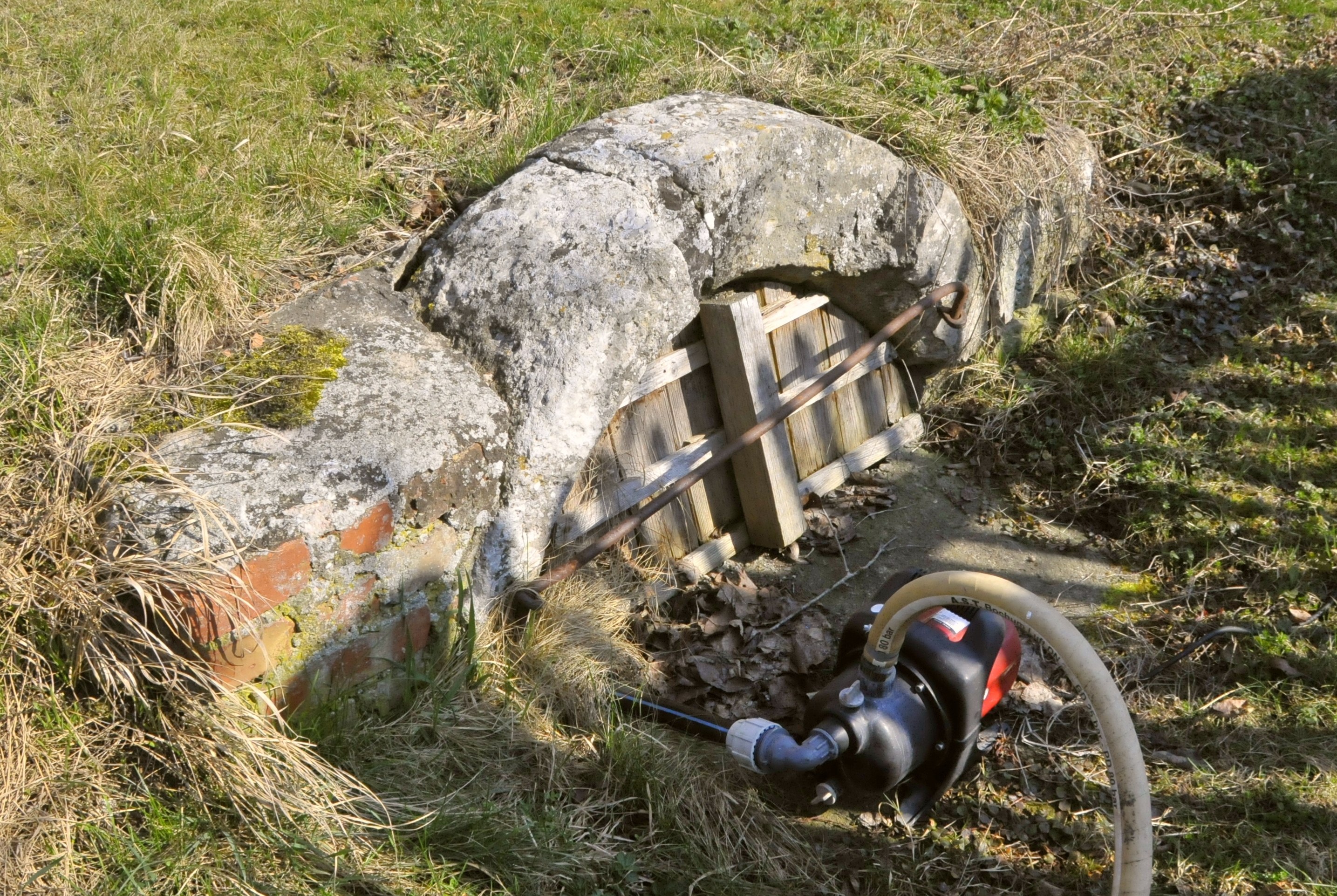
Die ehemals „Hl. Quelle“

## Wirtschaft und Infrastruktur
In der Gegend um Bittstädt wird seit vielen Jahrzehnten Kies abgebaut. Die inzwischen stillgelegte Kiesgrube Heidenholz ist als Flächennaturdenkmal Teil des Geoparks Inselsberg – Drei Gleichen. Im Heidenholz hat die Gemeinde eine Bühne für Chorgesang und sonstige Veranstaltungen geschaffen. Anfang der 1990er Jahre wurde durch die Hanson Germany GmbH & Co. KG ein neues Kieswerk eingerichtet.
Der Ort verfügt über Straßenverbindungen nach Arnstadt und Holzhausen. Montags bis freitags gibt es einen Linienbusverkehr nach Arnstadt.

## Söhne und Töchter der Gemeinde
- Sebastian Bodinus (1700–1759), Komponist
- Julius August Lencer (1833–1903), Komponist, Chorleiter und Pomologe